# Palsternackborrvecklare
Palsternackborrvecklare (Pammene gallicana) är en fjärilsart som först beskrevs av Achille Guenée 1845.  Palsternackborrvecklare ingår i släktet Pammene, och familjen vecklare. Arten är reproducerande i Sverige.